# Pxenakho
El riu Pxenakho - Пшенахо (rus) - és un riu del krai de Krasnodar, a Rússia, al Caucas occidental. Discorre completament pel raion de Tuapsé. És afluent per l'esquerra del riu Tuapsé.
Neix als vessants meridionals del Caucas occidental, entre les muntanyes Dva Brata i Semiglavaia, a l'oest de Bolxoie Pseüixko. Té 11 km de llargària i discorre predominantment en direcció oest. Travessa Màloie Pseüixko abans de desembocar a l'alçada de Gueórguiievskoie al riu Tuapsé.